# ان کوئیست
ان کوئیست (انگلیسی: Anne Quist؛ زادهٔ ۲۶ دسامبر ۱۹۵۷) قایقران روئینگ اهل پادشاهی هلند است.